# لوح جوز الهند
لوح جوز الهند (بالإنجليزية: Coconut bar)‏ هو حلوى ديم سم بيضاء اللون ومبردة، تُوجد في هونغ كونغ، وتايوان، وجنوب الصين والحيّ الصيني. تتميز بطعمها الحلو وقوامها الشبيه بالجيلاتين. يُشار إليها أحيانًا باسم "بودينغ جوز الهند".

## التحضير
تُصنع ألواح جوز الهند من حليب جوز الهند الطازج، مع وضع طحين القمح ونشا الذرة ليتماسك الخليط، أو مزيج من الأغار والجيلاتين. تُحلى الألواح، وأحيانًا تُرش بجوز الهند المجفف. يختلف قوامها حسب طريقة التحضير، إذ يكون ناعمًا ومرنًا عند استخدام الأغار والجيلاتين كمادة مكثفة، أو كريمي الملمس عند استخدام نشا القمح ونشا الذرة. النسخة التقليدية من الديم سم لا تحتوي على حشوة.